# دي هيبورن
دي هيبورن (بالإنجليزية: Dee Hepburn)‏ هي ممثلة بريطانية، ولدت في 7 نوفمبر 1961 في أردري ‏ في المملكة المتحدة.

## وصلات خارجية
- دي هيبورن على موقع IMDb (الإنجليزية)
- دي هيبورن على موقع قاعدة بيانات الفيلم (الإنجليزية)